# TV로 보는 원작동화
TV로 보는 원작동화는 2002년부터 2003년까지 EBS TV(현 EBS 1TV)에서 방영되었던 어린이 드라마 작품이다.

## 방영 목록

### 2002년
| 회차 | 방영일                       | 부제 (서브 타이틀)      | 출연자 | 각본   | 연출   | 원작자        | 비고 |
| ---- | ---------------------------- | ----------------------- | --- | ------ | ------ | ------------- | ---- |
| 1    | 3월 1일                      | 나쁜 어린이표           | 정선경, 유동균, 이기룡, 김재영, 김하균, 조현숙                                                                         | 연미정 | 이창용 | 황선미        |      |
| 2    | 3월 8일                      | 초대받은 아이들         | 송채환, 이풍운, 윤종환, 김종민                                                                                         | 연미정 | 이창용 | 황선미        |      |
| 3    | 3월 15일 ~ 3월 22일          | 세상에서 가장 친한 친구 | 안현정, 박훈정, 지윤환, 최태준                                                                                         | 연미정 | 이창용 | 이경혜        |      |
| 4    | 3월 29일 ~ 4월 26일          | 선생님, 울지 마세요     | 이혜근, 정은지, 안재홍, 이찬호, 김민우, 박훈정, 김성일, 원예지, 남궁진, 권은아                                         | 김연신 | 이상범 | 나윤빈        |      |
| 5    | 5월 3일 ~ 5월 10일           | 마법의 빨간 립스틱      | 임경옥, 이은비, 강성현, 김세명                                                                                         | 연미정 | 이창용 | 공지희        |      |
| 6    | 5월 17일 ~ 5월 24일          | 나와 조금 다를 뿐이야   | 유동균, 민경천 | 연미정 | 이창용 | 이금이        |      |
| 7    | 5월 31일                     | 멋진 내 남자친구        | 서지희, 박훈정, 곽정욱, 남궁진, 이민영                                                                                 | 연미정 | 이창용 | 이미애        |      |
| 8    | 6월 7일 ~ 6월 14일           | 하얀 깃발 우리 집       | 정은지, 김민우, 안현정, 오예림                                                                                         | 김연신 | 이상범 | 오승희        |      |
| 9    | 6월 21일 ~ 6월 28일          | 양파의 왕따 일기        | 이지영, 박소진, 김유리, 박훈정, 서민지, 정가람, 지종민, 김종민, 김준형, 한보연, 어은비, 양지운, 박형선, 이신재, 김소원 | 김연신 | 이상범 | 문선이        |      |
| 10   | 7월 5일 ~ 7월 19일           | 가장 아름다웠던 여름    | 이정윤, 김지은, 김태언                                                                                                 | 연미정 | 이창용 | 로이스 로우리 |      |
| 11   | 7월 26일                     | 교실 속의 로빈슨 크루소 | 오승준, 윤정근, 이세영, 김세명                                                                                         | 연미정 | 이창용 | 박명희        |      |
| 12   | 8월 2일 ~ 8월 23일, 8월 28일 | 버드내 아이들           | 정은지, 류덕환, 성인규, 이찬호, 오예림, 이상훈                                                                         | 김연신 | 이상범 | 조대인        |      |
| 13   | 9월 4일                      | 비행기                  | 이재응, 유태균 | 연미정 | 이창용 |               |      |
| 14   | 9월 4일                      | 야! 비온다              | 이주연, 민경천 | 연미정 | 이창용 | 이상교        |      |
| 15   | 9월 11일 ~ 9월 18일          | 네 편이 되어줄게        | 김유리, 이지영, 김학준, 김송이, 박건태, 이민영, 이민지, 차기환, 김미정, 이현실, 전정희                                 | 연미정 | 이창용 | 이영옥        |      |
| 16   | 9월 25일                     | 난 키다리 현주가 좋아   | 윤종환, 김민우, 이혜인, 이기룡 김승환, 임대호, 이시은                                                                  | 연미정 | 이창용 | 김혜리        |      |
| 17   | 10월 2일 ~ 10월 9일          | 꼬마 독재자             | 안재홍, 오승준, 이요섭, 이찬호, 조중휘, 김성일, 오예림, 원예지                                                         | 김연신 | 이상범 | 박상규        |      |
| 18   | 10월 16일 ~ 10월 23일        | 난, 이제부터 남자다     | 한보연, 김유리, 박훈정, 서민지, 지종민, 유태균, 김종민                                                                 | 김연신 | 이상범 | 이규희        |      |
| 19   | 10월 30일 ~ 11월 6일         | 아빠의 선생님           | 김재영, 김종민, 이기룡, 김세명, 김소원, 윤순홍, 김보미, 윤철형                                                         | 연미정 | 이창용 | 소중애        |      |
| 20   | 11월 13일 ~ 11월 20일        | 그림자 없는 아이        | 민경천, 오승준 | 연미정 | 이창용 | 이준연        |      |
| 21   | 12월 4일 ~ 2003년 1월 1일    | 혜순이                  | 정은지, 김민우, 조중휘, 이찬호, 안현정, 오예림, 백준기, 권은아                                                         | 김연신 | 이상범 |               |      |

### 2003년
| 회차 | 방영일              | 부제 (서브 타이틀)       | 출연자                                                                                                 | 각본   | 연출   | 원작자 | 비고  |
| ---- | ------------------- | ------------------------ | --- | ------ | ------ | ------ | ----- |
| 22   | 1월 8일 ~ 1월 15일  | 나는 지금 네가 보고 싶어 | 김지은, 정인선, 강문희, 김승환, 권혁호, 길수현, 고용화, 이영희                                         | 연미정 | 이창용 | 조민희 | 2부작 |
| 23   | 1월 22일 ~ 1월 29일 | 자전거 도둑              | 곽정욱, 이홍기,장기범, 김태언                                                                          | 연미정 | 이창용 | 양해원 | 2부작 |
| 24   | 2월 5일 ~ 2월 19일  | 나의 천사, 나의 웬수     | 서지희, 정은지, 김성일                                                                                 | 김연신 | 이상범 |        | 3부작 |
| 25   | 2월 26일 ~ 3월 19일 | 악마의 유혹              | 이홍기, 류덕환, 박지미, 장기범, 장선영, 이대진, 이상훈, 이원국, 윤순홍, 신신애, 박종관, 손준영, 홍성용 | 연미정 | 이창용 |        | 4부작 |
| 26   | 3월 26일 ~ 4월 16일 | 아빠에게 여자가 생겼어요 | 윤승원, 배민희, 정은지, 유태균, 조중휘, 이희도, 이현실                                                 | 김연신 | 이상범 |        | 4부작 |
| 27   | 4월 23일 ~ 4월 30일 | 과외전쟁                 | 이지영, 김송이, 우준영, 이민지, 김지혜, 유태균, 이주연                                                 | 김미경 | 이창용 |        | 2부작 |
| 28   | 5월 7일 ~ 5월 14일  | 아름다운 5월             | 이홍기, 정인선, 한선구, 장기범, 오현섭, 장희수, 김영선, 유준석, 고진명                                 | 김미경 | 이창용 |        | 2부작 |
| 29   | 5월 21일, 6월 4일   | 혼자가 아닌 나           | 김유리, 이요섭, 방협, 강문희, 오성열, 이미숙, 유명순, 조정국, 오승준, 서민지, 권경택, 배수현, 고성민   | 김연신 | 이상범 |        | 2부작 |
| 30   | 6월 11일 ~ 6월 18일 | 피아노                   | 유현지, 이지영, 김송이, 이지은, 정선일, 이경아, 안영주, 고용화, 이경원, 최정식                         |        |        |        | 2부작 |
| 31   | 6월 25일 ~ 7월 9일  | 바다 교향곡              | 정윤희, 김경민, 류덕환, 이기룡, 오예림, 이원국, 박순천, 강인덕, 봉원응, 금준희, 신신범                 |        |        |        | 3부작 |
| 32   | 7월 16일            | 꿈속의 친구              | 유동균, 김지선, 정운선, 전인택, 이상미, 추동숙                                                         |        |        |        | 단편  |
| 33   | 7월 23일 ~ 8월 6일  | 마스크의 저주            | 조중휘, 김유리, 장기범, 오승준, 김성일                                                                 |        |        |        | 3부작 |
| 34   | 8월 13일 ~ 8월 20일 | 소녀들의 여름방학        | 김유리, 김지은, 유현지, 정인선, 장기범, 이다혜, 이홍기, 손준영, 민경천, 유태균, 오승준                 | 김미경 | 이창용 |        | 2부작 |